# Francine De Paola
Francine De Paola (née le 27 juillet 1980 à Vesoul en France) est une lutteuse italienne, possédant également la nationalité française.
Appartenant à la catégorie des moins de 48 kg, elle mesure 1,57 m pour 48 kg et est caporal du club sportif de l'Armée de terre italienne. Championne d'Italie de 2003 à 2010, elle remporte la médaille de bronze aux Championnats d'Europe de 2006, puis celle d'argent en 2007 et à nouveau le bronze lors des Championnats d'Europe 2009. Aux Championnats du monde, elle remporte le bronze en 2006. 
Elle remporte le titre des moins de 51 kg lors des Jeux méditerranéens de 2009 après avoir remporté le bronze aux Jeux de 2005. Son club qu'elle préside est à Jussey. Elle a été championne de France de 1993 à 2000. Elle a été championne d'Europe junior en 1997.
Son prochain défi : remporter un titre de championne de France Masters d'haltérophilie.